# Tiandra Ponteen
Tiandra Tamika Ponteen (geb. 9. November 1984 in St. Kitts) ist eine ehemalige Sprinterin aus St. Kitts und Nevis. Sie war spezialisiert auf den Wettbewerb über 200 und 400 Meter.

## Karriere
Bereits bei den Leichtathletik-Jugendweltmeisterschaften 1999 in Bydgoszcz erreichte sie das Halbfinale. Sie trat bei den 2000 World Junior Championships und den Leichtathletik-Juniorenweltmeisterschaften 2002 (über 200 m) an. Weiters trat sie bei den CARIFTA Games 2003 an. Dann nahm sie an den Olympischen Sommerspielen 2004 (400 m) teil und gewann die Silbermedaille über 400 Meter bei den CARIFTA Games 2005.
Weitere Auftritte bei internationalen Wettbewerben hatte sie bei den Olympischen Sommerspielen 2008, den Leichtathletik-Weltmeisterschaften 2009 und den Leichtathletik-Hallenweltmeisterschaften 2010.
Ihre persönliche Bestzeit hatte sie mit 23,41 s in den 200 m im April 2005 in Oxford; sowie mit 50,83 s in den 400 m im Juni 2005 in Sacramento. Auf der Indoor-Bahn erreichte sie 23,24 s in den 200 m im Februar 2006 in Fayetteville. Sie hält mit 44,41 s auch den Rekord für St. Kitts über 4-mal 100 Meter im Juli 2004 in Bogotá zusammen mit Carol Clarke, Nathandra John und Virgil Hodge.